# Douma, Burkina Faso
Douma är en ort i Burkina Faso.   Den ligger i provinsen Province du Yatenga och regionen Nord, i den centrala delen av landet, 190 km nordväst om huvudstaden Ouagadougou. Douma ligger 284 meter över havet och antalet invånare är 1 154.
Terrängen runt Douma är mycket platt. Runt Douma är det ganska tätbefolkat, med 65 invånare per kvadratkilometer.. Närmaste större samhälle är Siguinoguin, 11,4 km öster om Douma.
Trakten runt Douma består i huvudsak av gräsmarker.